# Meister von San Martino alla Palma

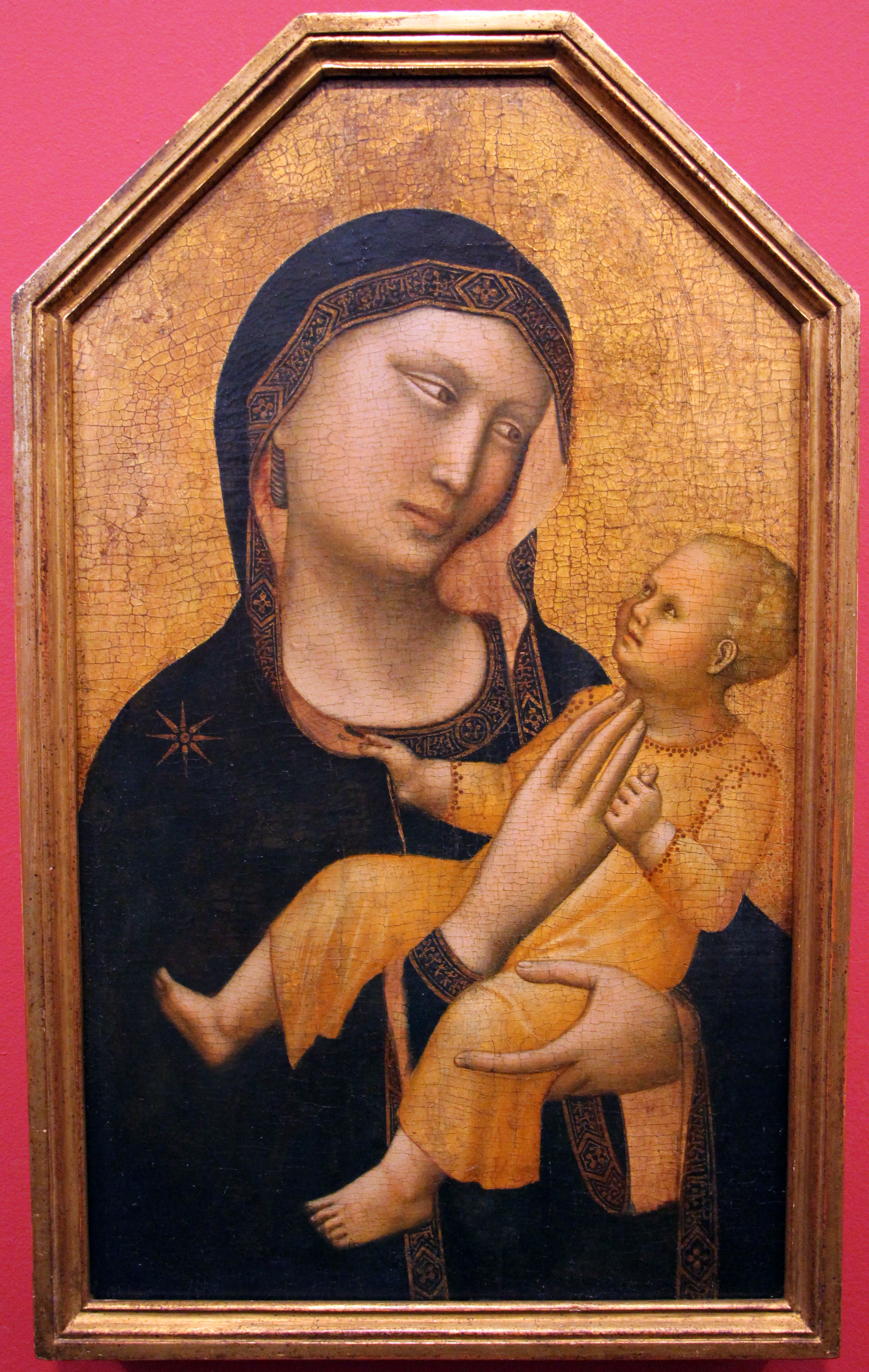
Meister von San San Martino alla Palma: Madonna mit Kind, Florenz, um 1330

Als Meister von San Martino alla Palma (italienisch Maestro di San Martino alla Palma) wird ein Maler bezeichnet, der zum Anfang des 14. Jahrhunderts in Florenz in der Toskana in Italien tätig war. Der namentlich nicht bekannte Künstler erhielt seinen Notnamen nach seinem um 1320 gemalten Altarbild, das er für die Kirche von San Martino alla Palma, einem Ort in der nächsten Umgebung von Florenz erstellte. Es zeigt als linker Seitenaltar der Kirche auf Goldgrund eine thronende Madonna mit Kind umgeben von Engeln.	 
Es wird vermutet, dass der Meister von San Martino all Palma ein Schüler oder Mitarbeiter in der Werkstatt von Bernardo Daddi war, dem in Florenz tätigen Maler der italienischen Frührenaissance. Beide malen Bilder in kleinerem Format, die den Betrachter zur Anteilnahme anregen sollen, diese stehen im Gegensatz zu den großformatigeren, monumentaleren Bildern ihrer florentinischen Zeitgenossen, wie denen des Wegbereiters der Italienischen Renaissance  Giotto und des von Giotto beeinflussten Maso di Banco.

## Werke (Auswahl)
Dem Meister von San Martino alla Palma werden folgende Bilder zugeschrieben:
- Thronende Madonna mit Kind umgeben von Engeln, Kirche San Martino alla Palma
- Erzengel
  - Erzengel Michael, Museum Catharijneconvent, Utrecht[6]
  - Erzengel Gabriel, Museum Catharijneconvent, Utrecht[7]
- Gekreuzigter Christus, Florenz, Fondazione Roberto Longhi,
- Heiliger Ludwig von Toulouse mit zwei Engeln und dem Stifter, Pinacoteca di Brera, Mailand
- Letztes Gericht, Palais Fesch - Musée des Beaux-Arts, Ajaccio[8]
- Madonna mit Kind, São Paulo, Museu de Arte de São Paulo,[9][10]
- Madonna, von zwei Engeln gekrönt, auch Madonna del Parto oder Madonna della Ninna, Florenz, Galleria degli Uffizi, Chiesa  San Pier Scheraggio[11][12]
- Madonna mit Kind und Heiligen, Radda in Chianti, Kirche San Martino
- Madonna mit Kind, Pontassieve bei Florenz, Kirche Santa Brigida
- Passionsbilder, vermutlich von einem aufgelösten Altar
  - Gefangennahme Christi, Berlin, Gemäldegalerie, Staatliche Museen, Berlin
  - Verspottung Christi (verloren)
  - Geißelung Christi, Berea (Kentucky),Berea College Doris Ullmann Galleries[13]
  - Kreuztragung, Berlin, Gemäldegalerie, Staatliche Museen
  - Kreuzigung, Berlin, Gemäldegalerie, Staatliche Museen[14]
  - Beweinung Christi, Oxford, Ashmolean Museum of Art and Archeology
- Thronende Madonna mit Kind umgeben von Engeln, ehemals New York, The New York Historical Society
- Madonna mit Kind, Pontassieve bei Florenz, Kirche Santa Brigida
- Verspottung Christi, Manchester, Sammlung Sir Thomas Barlow
- Weltenrichter, Pontassieve bei Florenz, Kirche Santa Brigida